# Larry Demic
Lawrence Curtis "Larry" Demic (Gary, Indiana, 27 de junio de 1957) es un exjugador de baloncesto estadounidense que disputó 3 temporadas de la NBA. Con 2,05 metros de estatura, jugaba en la posición de ala-pívot. Jugó también en la Liga Italiana y en la CBA.

## Trayectoria deportiva

### Universidad
Jugó durante 5 temporadas con los Wildcats de la Universidad de Arizona, en las que promedió 7,6 puntos y 5,1 rebotes por partido.

### Profesional
Fue elegido en la novena posición del Draft de la NBA de 1979 por New York Knicks, siendo utilizado como sexto hombre en su primera temporada, la mejor de toda su carrera, en la que promedió 7,0 puntos y 5,9 rebotes por partido. Tras dos temporadas más, en la que su aportación fue decayendo, probó fortuna en la Liga Italiana, fichando por la Benetton Treviso, donde apenas estuvo dos meses, disputando únicamente 13 partidos en los que promedió 11,2 puntos y 7,8 rebotes.
Tras intentar volver a la NBA en la temporada 1984-85, probando sin suerte con los Lakers y los Clippers, jugó una temporada con los Puerto Rico Coquis de la CBA, tras la cual se retiró. En el total de su trayectoria en la NBA promedió 4,7 puntos y 3,9 rebotes por partido.

## Estadísticas de su carrera en la NBA

### Temporada regular
| Temp.   | Edad | Equipo   | Liga | P   | TIT | MIN  | TC  | TCA | %TC  | 3P  | 3PA | %3P  | TL  | TLA | %TL  | R.OF. | R.DEF. | REB | ASIS | ROB | TAP | PER | FP  | PTS |
| 1979-80 | 22   | New York | NBA  | 82  |     | 22.8 | 2.8 | 6.4 | .436 | 0.0 | 0.0 |      | 1.3 | 2.2 | .601 | 2.4   | 3.5    | 5.9 | 0.8  | 0.7 | 0.4 | 2.0 | 3.7 | 7.0 |
| 1980-81 | 23   | New York | NBA  | 76  |     | 12.7 | 1.7 | 3.3 | .504 | 0.0 | 0.0 | .000 | 0.8 | 1.2 | .630 | 1.5   | 1.7    | 3.2 | 0.4  | 0.2 | 0.2 | 0.8 | 2.0 | 4.1 |
| 1981-82 | 24   | New York | NBA  | 48  | 0   | 7.4  | 0.8 | 1.7 | .470 | 0.0 | 0.0 | .000 | 0.3 | 0.8 | .359 | 0.6   | 1.0    | 1.6 | 0.3  | 0.1 | 0.1 | 0.5 | 1.4 | 1.9 |
| Total   |      |          | NBA  | 206 | 0   | 15.5 | 1.9 | 4.2 | .459 | 0.0 | 0.0 | .000 | 0.9 | 1.5 | .580 | 1.6   | 2.3    | 3.9 | 0.5  | 0.3 | 0.2 | 1.2 | 2.5 | 4.7 |

### Playoffs
| Temp.   | Edad | Equipo   | Liga | P | MIN | TCA | TC | 3PA | 3P | TLA | TL | R.OF. | REB | ASIS | ROB | TAP | PER | FP | PTS | %TC  | %3P | %FT  | MIN  | PTS | REB | AST |
| 1980-81 | 23   | New York | NBA  | 2 | 37  | 4   | 5  | 0   | 0  | 1   | 2  | 5     | 7   | 0    | 0   | 1   | 0   | 3  | 9   | .800 |     | .500 | 18.5 | 4.5 | 3.5 | 0.0 |
| Total   |      |          | NBA  | 2 | 37  | 4   | 5  | 0   | 0  | 1   | 2  | 5     | 7   | 0    | 0   | 1   | 0   | 3  | 9   | .800 |     | .500 | 18.5 | 4.5 | 3.5 | 0.0 |